# Syntegrity
Per syntegration si intende un processo decisionale e consensuale, strutturato secondo il modello cibernetico e basato su workshop, che massimizza l'efficacia nello scambio di informazioni e nell'integrazione di ottiche diverse.
Questo processo è stato sviluppato nel 1991 dal prof. dott. Stafford Beer, padre dell'informatica di gestione.